# 카스트로데이볼시
카스트로데이볼시(이탈리아어: Castro dei Volsci)는 이탈리아 라치오주 프로시노네도에 위치한 코무네다. 로마로부터 남동쪽 90km, 프로시노네로부터 남동쪽 14km 거리에 있다.